# Nymphon microctenatum
Nymphon microctenatum är en havsspindelart som beskrevs av Barnard, K.H. 1946. Nymphon microctenatum ingår i släktet Nymphon och familjen Nymphonidae. Inga underarter finns listade i Catalogue of Life.